# Initiative für besseren Nahverkehr
Die Initiative für besseren Nahverkehr (IfbN) war eine Bürgerinitiative, die sich ab 1982 für die Verbesserung des öffentlichen Personennahverkehrs in der ostwestfälischen Stadt Bielefeld und der umgebenden Region Ostwestfalen-Lippe eingesetzt hat. Die Initiative bekam für ihre Arbeit 1987 den Umweltpreis der Stadt Bielefeld.

## Geschichte
Die IfbN gründete sich 1982 in Bielefeld. Auslöser der Bürgerinitiative war die Stilllegung der Straßenbahnlinie 1 in der Alfred-Bozi-Straße im Rahmen der neuen Stadtbahn Bielefeld. Die Mitglieder beeinflussten in der Folge nachhaltig die Nahverkehrskonzepte im Raum Ostwestfalen-Lippe. Den Bau des Stadtbahn-Tunnels in Bielefeld konnte die Initiative nicht verhindern, trotzdem fand eine konstruktive Zusammenarbeit mit den Bielefelder Stadtwerken – später moBiel – statt. Der Verlauf der Linie 4 (Universitätslinie) geht auf Vorschläge der IfbN zurück, ebenso ist die heute praktizierte Farbkennung der Bielefelder Stadtbahnlinien ein Vorschlag der Initiative gewesen.
Nachhaltig hat die IfbN die Entwicklung im modernen Öffentlichen Regionalverkehr beeinflusst. In einem Konzept für eine Regionalbahn Ostwestfalen-Lippe (ROL), das auf einem Nahverkehrskongress in Bielefeld vorgestellt wurde, nahm die Initiative zahlreiche später umgesetzte Konzepte vorweg. So setzten sich die Mitglieder für den Erhalt des „Haller Willem“ ein, wie die Bahnstrecke Osnabrück–Brackwede auch genannt wird. Dazu gründeten sie mit weiteren Aktiven 1991 die „Initiative Haller Willem“. Mit Erfolg, seit 2006 verkehren dort wieder Züge.
Ebenso arbeitete man eng mit der Interessengemeinschaft 105 zusammen, die sich für den Erhalt der Bahnstrecke Bünde–Bassum und damit der Direktverbindung zwischen den Großstädten Bremen und Bielefeld starkmachte.
Bestandteile des ROL-Konzeptes waren unter anderem der Einsatz von modernen Nahverkehrstriebwagen (Typ Bombardier Talent), moderne Hochbahnsteige, Taktfahrplan (möglichst jede Stunde), Spätverkehr, attraktive Namen der Regionalbahnstrecken (nach dem Vorbild der damaligen Fernverkehrszüge), moderne Stellwerke. Zahlreiche Komponenten wurden letztlich bundesweit umgesetzt.

## Wirkung der Initiative für besseren Nahverkehr
Die Initiative für besseren Nahverkehr war der Vordenker der die Entwicklung im modernen Öffentlichen Regionalverkehr beeinflusste. Während in den Amtsstuben eher das Denken von überdimensionierten Straßenbau herrschte, sammelte sich hier ein fachkundiges Publikum, das sich für den Nahverkehr in allen Formen einsetzte. Beteiligt war die Initiative an der Wiedereröffnung und Ausbau des Straßenbahnnetzes in Bielefeld. In einem Konzept für eine Regionalbahn Ostwestfalen-Lippe (ROL), das auf einem Nahverkehrskongress in Bielefeld vorgestellt wurde, nahm die Initiative zahlreiche später umgesetzte Konzepte vorweg.

## Auszeichnungen
Als Anerkennung ihrer Arbeit erhielt die IfbN 1987 den Umweltpreis der Stadt Bielefeld. Eckehard Frenz, Mitglied der Initiative, erhielt im Rahmen eines Neujahrsempfangs von Bundespräsidenten Roman Herzog eine Anerkennung für seine bürgerliches Engagement.

## Veröffentlichungen
- Initiative für besseren Nahverkehr: Konzeption für eine Regionalbahn Ostwestfalen-Lippe. Bielefeld 1987, S. 90.

- Initiative für besseren Nahverkehr: Abendverkehr in der Grossstadt: Einsatz von Bahn, Bus und Anruf-Sammeltaxi in Bielefeld. Bielefeld 1988, S. 57.